# Dunai svábok
 A dunai svábok (más néven Duna menti németek, németül Donauschwaben) az egykori Magyar Királyság és utódállamai, így a mai Magyarország területén élő német nyelvű népcsoport elnevezése. Túlnyomó többségük Bajorország és Württemberg tartományokból érkezett.
A dunai svábok jelentős része a 19–20. század során asszimilálódott és beolvadt a magyar társadalomba, egy részük azonban máig megőrizte anyanyelvét és kultúráját.
A dunai svábok alkotják a magyarországi németek (Ungarndeutsche) zömét. (A magyarországi németek ma Magyarország legnagyobb nemzetisége.)

## Nevük
A dunai svábok a németországi svábokról (Svábföld lakóiról) kapták nevüket. Ez azonban nem mindig van összefüggésben az egyes Kárpát-medencei közösségek valódi származásával: nemcsak svábok, hanem jelentős részben bajor régióból jöttek, osztrák, valamint pfalzi, hesseni, németalföldi és elzászi eredetűek is vannak.

## Történelem
A 18. század közepén nagyszámú német családot telepítettek le Magyarország egész területére, hogy a török hódoltság és háborúk idején elpusztult magyar lakosságot pótolják.
A második világháború után a magyarországi sváb lakosság egy részét erőszakkal Németországba telepítették.

## Településeik

### Magyarország
A magyarországi svábok ma legnagyobb számban Baranyában, Tolnában és Bács-Kiskunban élnek. Baranya vármegyében találhatók szinte teljesen németek által lakott falvak is (Óbánya, Ófalu). Ezt követi Tolna vármegye német ajkú lakossága, amely a Mecsek északi lejtőin és a Sió-parti falvakban található meg nagy számban. A harmadik legtöbb német Bács-Kiskun vármegyében koncentrálódva, a Kalocsától délre eső vidék településein él (Baja, Hajós, Érsekhalma, Császártöltés, Nemesnádudvar, Sükösd, Vaskút), és Harta, amely Kalocsától északra helyezkedik el. A Magyarországi Németek Általános Művelődési Központja, az egyik legfontosabb és legelismertebb oktatási intézményük Baján található. Szekszárdon található az ország egyetlen német nyelvű, a német nemzetiségi kultúra és identitás megőrzésében fontos szerepet ellátó színháza (Deutsche Bühne).
Jelentős még Budapest, a Budai-hegység és a Pilis környékének sváb lakossága (például: Tát, Solymár, Pilisvörösvár, Pilisszentiván, Piliscsaba, Leányvár, Dorog, Nyergesújfalu, Csolnok, Máriahalom, Zsámbék, Budaörs, Budafok, Taksony, Dunaharaszti, Újhartyán, Vecsés, Ceglédbercel, Szigetszentmárton, Szigetcsép, Szigetújfalu, Ráckeve, Etyek stb.)
A Dunakanyarban (Zebegény, Nagymaros, Kismaros - itt működik a Sváb Emlékezet Centrum -, Dunabogdány) és Nógrádban (Szendehely) is előfordultak svábok.
Budapesten Soroksáron élnek nagyobb számban svábok, a szomszédos Pesterzsébeten működik a Német Nemzetiségi Gimnázium (Deutsches Nationalitätengymnasium), de a Tamási Áron Gimnáziumban Budán, illetve Pilisvörösváron, a Schiller Gimnáziumban (Schiller Gymnasium Werischwar) is nagy hangsúlyt fektetnek a német nemzetiségi oktatásra.
Komárom-Esztergom vármegye területén is előfordulnak Csolnokon és Leányváron kívül is részben sváb települések, például Dunaszentmiklós, Vértessomló, Kecskéd, Környe, Tarján, Szomor, Baj, Alsógalla, Felsőgalla, Várgesztes, Szomód, Vértestolna és Agostyán. Fejér vármegye területén Móron, Pusztavámon, Isztiméren, Gánton, Vértesbogláron, Vértesacsán, Száron, Újbarkon, Mányon éltek jelentős számban svábok. Veszprém vármegyében 59 sváb település található, illetve néhány sváb lakosságú községet tudhat magáénak Hajdú-Bihar, Somogy, Vas (Vaskeresztes) és Békés vármegye is, valamint Borsod-Abaúj-Zemplén és Szabolcs-Szatmár-Bereg vármegye.